# Philostrate
Philostrate is een personage in William Shakespeares A Midsummer Night's Dream.
Hij is het hoofd van het feestcomité en adviseur van graaf Theseus. Hij adviseert Theseus om niet het stuk van de arbeiders te kiezen, omdat het slecht gerepeteerd is.
Philostrate: Ik heb het doorgenomen/ en het is niets, niets in de wereld/ Tenzij u spot kunt vinden in hun (arbeiders) poging/zoiets extreem uitgerokken, en ongeleerd/dat het een crue pijn is/ om u te amuseren"
(Shakespeares A midsummer Night's Dream, Act 5, Scene 1, monoloog 76-81)
Het is ook het pseudoniem overgenomen door Arcite bij zijn terugkeer naar Athene in Geoffrey Chaucers The Knight's Tale (gedramatiseerd door Shakespeare in zijn The Two Noble Kinsmen). Zoals Arcite zijn identiteit adopteert om een bediende te worden op het banket van Theseus, is het mogelijk dat het personage Philostrate uit A Midsummer Night's Dream hetzelfde is als Arcite.